# 食事バランスガイド

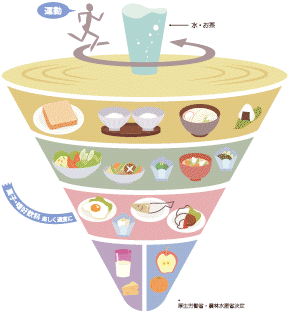
食事バランスガイド

食事バランスガイド（しょくじバランスガイド）とは、健康的な食生活を実現するため、摂取する食品の組み合わせや摂取量の目安をイラストで示した資料である。2005年（平成17年）6月、厚生労働省と農林水産省が共同で、生活習慣病の予防を目的とした日本の「食生活指針」を分かりやすく具体的に実践するツールとして策定した。食糧自給率の向上も目的としている。食育の重要な一環とされる。2006年（平成18年）には、「妊産婦のための食事バランスガイド」も策定された。

## 概要
従来のピラミッド型ではなく、層状に区切られたコマのイラスト中に「主食」、「副菜」、「主菜」、「牛乳・乳製品」、「果物」の5項目があり、グループごとの摂取量の目安が記されている。コマの芯は水・お茶、ひもは菓子・嗜好飲料となっており、栄養バランスだけでなく「運動」によってコマを回さなければ倒れてしまうということが示されている。
| 区分                                 | 1日の量（SV） | 1つの基準  | 1つの基準 | 多く含まれる栄養素           |
| ------------------------------------ | ------------- | ---------- | --------- | ---------------------------- |
| 主食（ごはん、パン、麺類）           | 5〜7つ        | 炭水化物   | 40g       | 炭水化物                     |
| 副菜（野菜、きのこ、いも、海藻料理） | 5〜6つ        | 重さ       | 70g       | ビタミン、ミネラル、食物繊維 |
| 主菜（肉、魚、卵、大豆料理）         | 3〜5つ        | たんぱく質 | 6g        | たんぱく質                   |
| 牛乳・乳製品                         | 2つ           | カルシウム | 100mg     | カルシウム                   |
| 果物                                 | 2つ           | 重さ       | 100g      | ビタミンC、カリウム          |

この基本形の図に書いてある量には、ほとんどの女性と身体活動レベルの低い男性が該当する。
2002年（平成14年）の集計では、高血圧が約3100万人、高脂血症（脂質異常症）が約3000万人、糖尿病の可能性を否定できない人は合計約1620万人とされ、人口のほぼ半分に相当する47%がこの3つのいずれかに該当する。この3つの生活習慣病である人の多くは果物の摂取が制限される必要がある。糖尿病では果物は1単位に制限される。このように「果物を2つ」というのは健康な場合に限定されるが、そうでない場合も多々ある。また、高脂血症や動脈硬化性では獣鳥より魚・大豆・野菜からの栄養に比重を置く必要があるというように特定の疾患の場合における食事についても注意する必要がある。
「食事バランスガイド」のイラストは、ウェブサイトからダウンロード可能で、リーフレット、カード、CD-ROMでも提供されている。
農林水産省によるCMにはタレントの優香を起用した。

## 起源
1974年にスウェーデンで、食品を大まかに分類しそれぞれの摂取量の目安をピラミッド状に図示したものが起こりとなっている。この様な図表は世界各国で作成され、ピラミッドや楼閣と様々な形状がある。主食である炭水化物に比重が置かれているのが特徴的である。
- フードガイドピラミッド（アメリカ） 1992年
- マイピラミッド（アメリカ） 2005年